# Sent Alari d'Ausilhan
Sent Alari d'Ausilhan (en francès Saint-Hilaire-d'Ozilhan) és un municipi francès situat al departament del Gard i a la regió d'Occitània.